# Thaumatometra
Genre
Thaumatometra est un genre de comatules de la famille des Antedonidae.

## Liste d'espèces
Selon World Register of Marine Species (23 mars 2015) :
- Thaumatometra abyssorum (Carpenter, 1888)
- Thaumatometra alternata (Carpenter, 1888)
- Thaumatometra brevicirra (AH Clark, 1908)
- Thaumatometra comaster AH Clark, 1908 (not of Gislén, 1922)
- Thaumatometra isis (AH Clark, 1907)
- Thaumatometra minutissima (AH Clark, 1908)
- Thaumatometra parva AH Clark, 1908
- Thaumatometra plana (AH Clark, 1912)
- Thaumatometra septentrionalis AH Clark, 1918
- Thaumatometra tenuis (AH Clark, 1907)
- Thaumatometra thysbe AH Clark, 1912